# Football Club drouais
Maillots
Le Football Club drouais, fondé en 1991 et basé à Dreux (Eure-et-Loir), est un club français de football.
Issu directement du Dreux FC liquidé en 1991 à cause de problèmes financiers, le FC drouais commence avec son entraîneur Didier Pillette en première division départementale. Monté au niveau régional en 1994, le club végète dans les divisions régionales durant le reste des années 1990. Grâce à deux montées consécutives, il retrouve l'élite de la Ligue du Centre en 2000. En 2003, sur sa lancée, le FCD accède au CFA 2, cinquième division nationale. Il y reste jusqu'en 2010, année où le club est relégué en première division régionale après un changement de règlement de la Fédération. Il faut attendre la saison 2014-2015 pour que le club soit de nouveau promu à l'échelon national. En 2018, à la suite de déboires financiers, le club est relégué en Régional 1 après avoir failli disparaitre. À l'issue de la saison 2021-2022, le club phare de la cité Durocasse remonte en National 3.
Entraînée par Gwenaël Maurice et présidée par Aziz Talata depuis 2018, la formation drouaise joue ses matchs à domicile au Stade Jean-Bruck. Le 9 juin 2022, la présidence club est confiée à Franck Carbonnel.

## Histoire

### L'ancêtre Dreux FC (1970-1991)
Lors de la saison 1978-79, le club connait sa première saison en Division d'Honneur terminant second derrière la réserve de l'Amicale de Lucé dès la première saison. Ils finissent par remporter le titre, après 3 saisons finies dans le haut du tableau, en 1982 et accède au championnat national. Le rêve ne dure qu'une saison et les bleu et blanc font l’ascenseur finissant premier relégable du groupe B de Division 4. Démobilisé, le club finit dernier de DH la saison suivante, deux relégations en deux ans.
Lors de la Coupe de France 1980-1981, le Dreux FC se voit proposer au sixième tour, le doyen du football français, Le Havre AC. Le sixième de D2 peine devant de valeureux Drouais, emmenés par leur gardien Pascal Freselle. Les amateurs finissent par être éliminés mais sur la plus petite des marges (0-1), ce 20 décembre,. 
Le DFC passe la saison 1982-1983 en Division 4. Sa seule au niveau national étant donné son retour en régional en tant que premier relégable, pour un seul point.
Le 8 octobre 1986, le Variétés Club de France vient jouer un match amical à Dreux, à l'initiative de Gilbert Berteaux, président du Dreux FC. La pelouse du stade du Vieux Pré accueille Marius Trésor, Jean-Michel Larqué et bien d'autres anciennes gloires du football français pour une victoire 5-4 des locaux. Le VCF revient le 28 septembre 1989. Alain Giresse, par deux fois, et Jean-François Domergue offrent la victoire 3-2 aux visiteurs.
L'équipe fanion remonte en Division d'Honneur pour la saison 1987-1988. Finissant toujours ses saisons entre la 3e et la 5e place, le club est disqualifié lors de la saison 1991-1992 après avoir déposé le bilan.

### FC drouais (depuis 1991)

#### Remontée jusqu'en CFA 2 (1991-2010)
Créé en 1991 sous la présidence de Jean-Marie Braouezec après le dépôt de bilan du Dreux FC, le Football Club drouais en prend la continuité sportive. Le FCD est affilié à la FFF le 6 septembre 1991 sous le numéro 542198 sans pouvoir disputer la saison 1991-1992 au niveau senior. Le club repart en première division de district d'Eure-et-Loir en 1992-1993,.
Champion départemental en 1993-1994 sous la houlette de Didier Pillette, le FCD retrouve le niveau régional.
Le 26 octobre 1996, à l'issue d'un duel entre équipe de PH, le FC drouais se hisse pour la première fois de son histoire au 6e tour de la Coupe de France. Les hommes de Didier Pillette l'emportent 3-1, à domicile, face à l'US Vendôme.
En 1998-1999, Patrick Ménager prend la charge de l'équipe première. Celle-ci est promue en DHR dès la première saison, puis retrouve la Division d'Honneur (plus haut niveau régional) l’année suivante. En 2000, le club grimpe, après deux montées successives, au plus haut niveau régional (DH).
Le club est alors présidé par Henri Louail, qui laisse son fauteuil à Joël Viseux en 2001. Assureur de profession, Viseux recrute un nouvel entraîneur : le Breton Patrice Colas. Dès sa première saison, il hisse le club à son meilleur résultat en Coupe nationale avec un 8e tour.
En 2002-2003, le FC drouais accède pour la première fois de son histoire au CFA 2,. La même année, Patrick Vieira devient président d'honneur du club, et promet de s'y investir. Mais son seul coup de main, involontaire, intervient en 2005 : son transfert d'Arsenal vers la Juventus de Turin rapporte 200 000 € au FC drouais au titre des indemnités de formation.
Pendant sept ans, le FCD tient son rang en CFA 2, malgré une frayeur en 2005 avec un repêchage. En effet, les Drouais n'accordent pas une grande crédibilité à la possibilité d'un repêchage à la suite de leur 13e place du groupe H lors de la saison 2004-2005. Pourtant, lorsque la Fédération française de football dévoile la composition des groupes des championnats nationaux, Dreux, relégué en Division d'Honneur au terme des barrages, est bien versé dans la poule G du CFA 2. Il profite des déboires financiers de plusieurs formations des diverses strates nationales.
Lors de la saison 2007-2008, l'équipe fanion connait des débuts difficiles, en effet il faut attendre la 4e journée pour voir une première victoire à Évreux, et la 7e journée pour un triomphe à domicile. Les résultats deviennent ensuite plus conformes à ce qui est attendu. Le FC Drouais termine à la 8e place, à 3 points de la 5e place fixée comme objectif.
À l'été 2010, le club ne parvient pas à échapper à la relégation. Il pense pourtant avoir fait le nécessaire en terminant parmi les quatre meilleurs 13e de CFA 2, mais la FFF modifie son règlement en cours de route pour ne maintenir que les trois meilleurs. Après un long bras de fer judiciaire, les Drouais repartent en DH Centre.

#### Entre régional et national (depuis 2010)
Désormais présidé par Gérard Procureur, le club drouais termine toujours bien placé en DH Centre mais rate la montée. Si la remontée en CFA 2 demeure la priorité, le FCD vit une nouvelles épopée en Coupe de France avec un nouveau 8e tour en 2011, éliminé par la CFA de Cherbourg (0-1).
Lors de la saison 2012-2013, le FC drouais atteint les 32e de finale de la Coupe de France. Après s'être qualifié aux tirs au but lors des 7e et 8e tours, il rencontre l'AS Nancy-Lorraine alors en Ligue 1 pour une affiche historique au Stade du Vieux-Pré devant 2 650 spectateurs. Le FCD s'incline 5 buts à 1, à l'issue d'un parcours historique où ils auront sorti deux CFA2 (Avoine et Evry) et une CFA (Viry-Châtillon).
Pour la saison 2013-2014, le club se hisse jusqu'au 7e tour de la Coupe de France et reçoit le Stade Malherbe de Caen, pensionnaire de Ligue 2 (défaite 1-0),. En championnat de Division d'honneur, après quatre journées, le FC drouais déplore déjà trois défaites mais neuf matches plus tard et autant de victoires, le FCD occupe la place de leader de DH Centre. L'équipe bat alors le record de victoires consécutives du club qui date de la saison 2002-2003 avec deux séries de 8 succès d’affilée. Le FCD termine second de DH derrière l'Avoine Olympique Chinon Cinais, comme en 2012.
L'année suivante, le FCD fait donc office de favori en tant que vice-champion en titre. À chaque fois placée dans le peloton de tête mais toujours recalée depuis quatre ans (3e en 2011, 2e en 2012, 4e en 2013 et 2e en 2014), la formation de Patrice Colas garde un effectif stable avec seulement deux recrues. Après une promotion manquée de justesse, le FC Drouais fait honneur à son statut de favori et écrase ses adversaires : invaincu, avec la meilleure attaque et la meilleure défense, le FC Drouais est promu en CFA 2 à cinq journées du terme de la saison,.
La saison 2017-2018 est compliquée d'un point de vue comptable. Après la perte de son sponsor principal Ford à l'été 2017 et la baisse imprévue de la subvention municipale, entraînant la démission du président Procureur, le club de Dreux est proche de la liquidation. Quatrième de National 3, l'entraîneur général Patrice Colas quitte son poste en fin de contrat après dix-sept saisons sur le banc et un nouveau président est élu. Celui-ci réussit à sauver le club mais, pour l'exercice 2018-2019, le FC drouais est rétrogradé d'une division, de National 3 en Régional 1, par la commission régionale de contrôle des comptes pour raison financière. Après trois saisons au niveau national, en CFA 2 puis National 3 la saison précédente, le FCD retrouve l'échelon régional.
Pour l'exercice 2018-2019, un nouvel entraîneur est nommé à la suite du départ de l'historique Patrice Colas, en la personne de Gwenaël Maurice, responsable de l'équipe réserve jusque-là. Malgré la relégation, plusieurs joueurs restent fidèle au club, qui compte aussi mettre en valeur des joueurs formés à Dreux. Au prix d'une seconde partie de saison bien maitrisée avec six victoires consécutives et huit matches sans défaite, l'équipe fanion assure sa deuxième place lors de la dernière journée et une remontée immédiate en N3.
Le championnat de National 3 2019-2020 est difficile pour le FC drouais. Dernier et peinant à obtenir des victoires, l'équipe voit une amélioration de ses résultats au début de l'année 2020, alors que la compétition est arrêté à cause de la Pandémie de Covid-19. Quatorzième sur autant d'équipe, le FCD fait l’ascenseur et retourne en Régional 1.

## Palmarès
| Compétitions nationales | Compétitions locales |
| --- | --- |
| - Coupe de France - meilleure performance : 32e de finale en 2013 - CFA 2 / National 3 - meilleure performance : 4e en 2018 | - DH / Régional 1 (2) - Champion : 2003 et 2015 - Vice-champion : 2012 et 2014 - DHR / Régional 2 (1) - Vainqueur : 2009 - 1re division d'Eure-et-Loir - Champion : 1992 |

## Structures du club

### Identité et image

Logo avant 2020
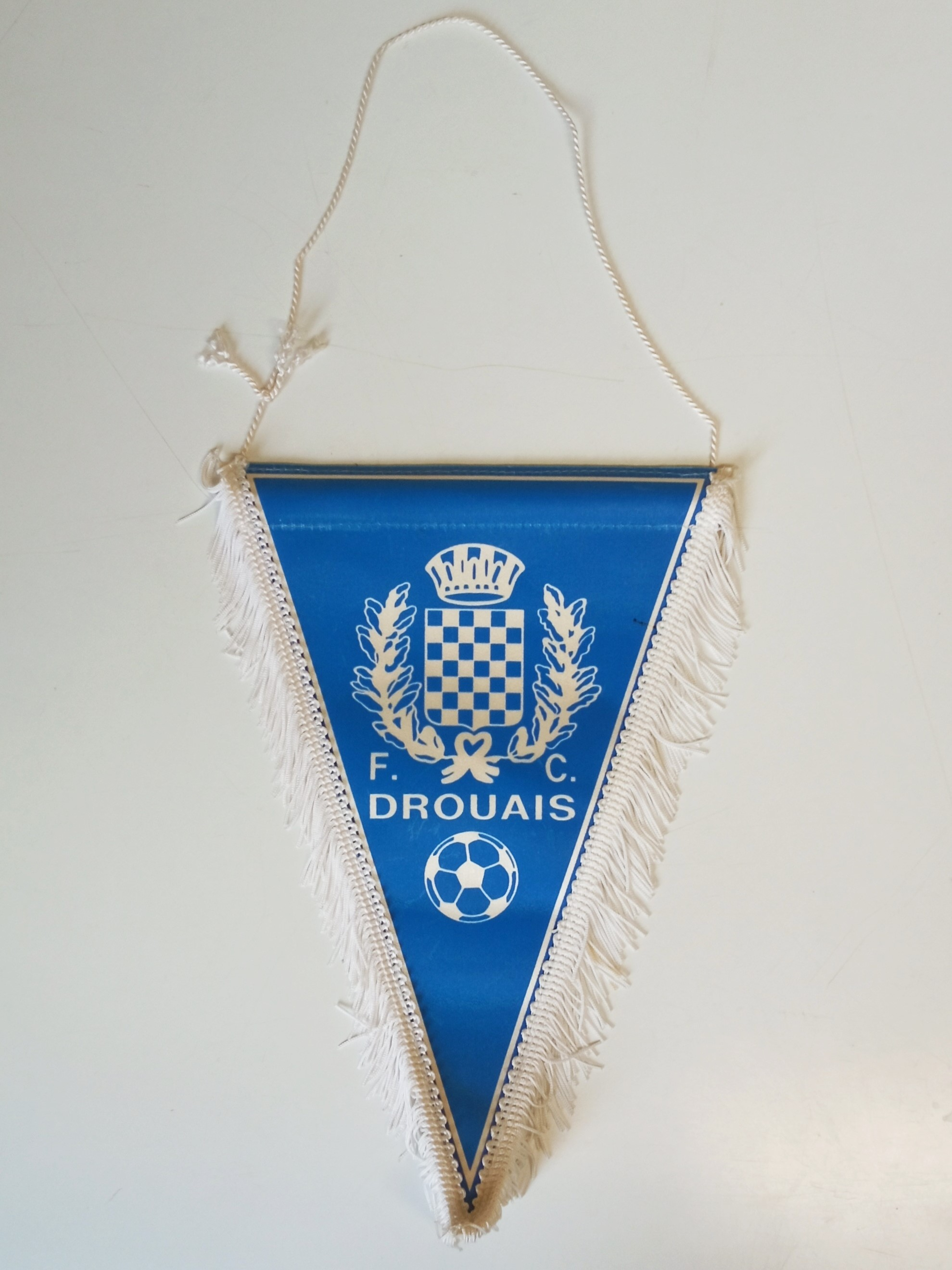
Fanion du FC drouais
Logo depuis 2020

### Aspects juridiques et économiques

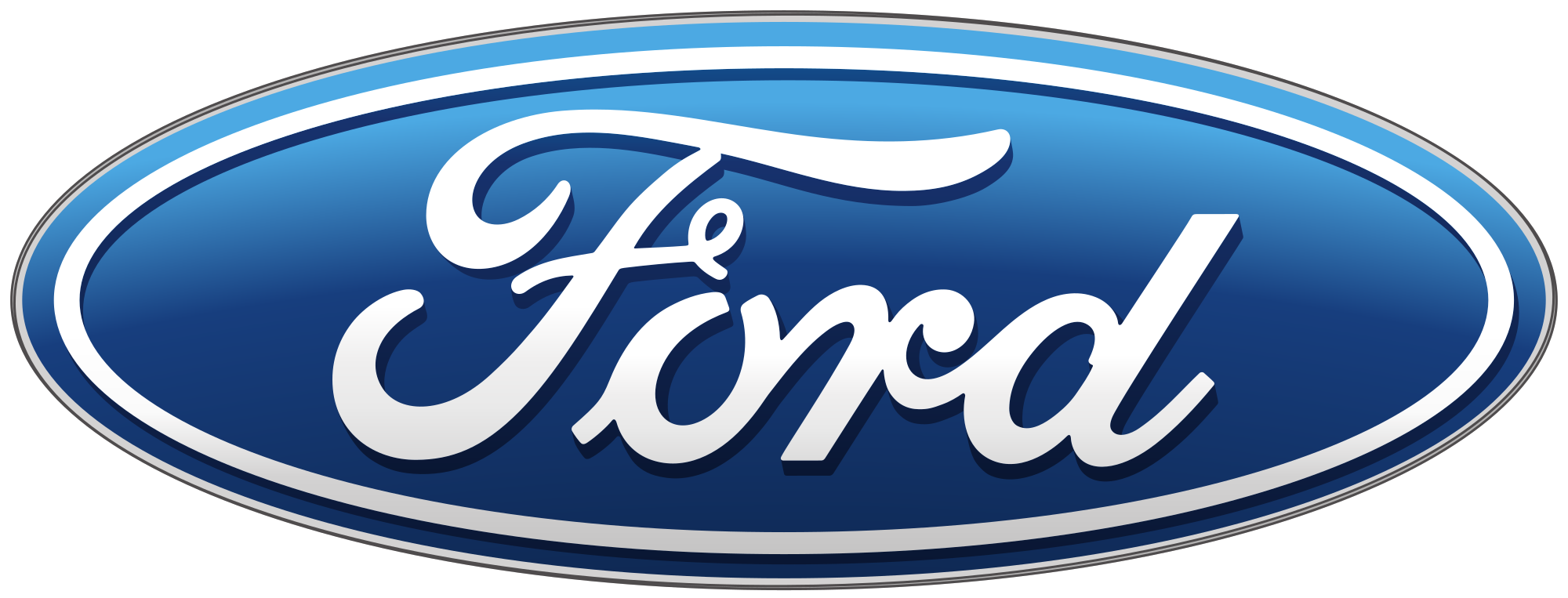
La concession Ford de Dreux, tenue par le président, est un mécène principal du club jusqu'en 2017.

En 2012, président et PDG du concessionnaire Ford, partenaire principal du club, Gérard Procureur vend son groupe à son fils Arnaud. La poursuite du mécénat avec le FC drouais est d'abord verbale, selon le père et président du FCD. Celui-ci est ensuite mis par écrit « sous la contrainte », précise le fils et désormais directeur du groupe Ford en 2017.
Pour la saison 2015-2016, le FC drouais enregistre un résultat de -4 700 euros.
À l'été 2017, le partenaire principal Ford se retire d'abord à l'été 2017 (109 000 €, 18% des partenaires privés). Le budget, qui est alors de 600 000 euros, descend à 398 000 € pour la saison 2017-2018. Si l'entraîneur Patrice Colas, à qui il reste un an de contrat, est maintenu dans ses fonctions, le président Gérard Procureur précise que « le club ne pourra pas recruter et devra même se séparer de certains contrats fédéraux », au nombre de quatre lors de l'exercice 2016-2017.
L'exercice 2017-2018 voit de grosse évolution au point de vue financier. Après la perte du sponsor principal, fin 2017, le FC drouais observe la baisse non prévue de la subvention municipale en cours de saison. Les 62 000 € en moins, sur un total de 265 000 € pour un budget global de 450 000 €, mettent le FC drouais dans une situation financière critique. « Face à ces aléas, nous n'avons pas pu bâtir un budget conforme à nos ambitions en National 3, le choix a donc été mis sur les jeunes », confit le président Procureur. Outre le financier, le FC drouais est pénalisé par l'abrogation des emplois aidés qui affecte certains joueurs-éducateurs. Début 2018, ces déboires entraînent la démission du président Procureur. Le club apprend, quelques jours après, qu'il est interdit de découvert et toute avance sur d'éventuelles subventions. Le président intérimaire Le Barbey déclare mi-février : « À ce rythme, nous ne terminerons pas la saison. Je pense que d'ici la fin du mois d'avril 2018, le club devra mettre la clef sous la porte ». La nouvelle équipe dirigeante emmenée par Aziz Talata obtient, fin juin 2018, une subvention exceptionnelle de 35 000 €. Cela permet au club de rester en vie mais il est rétrogradé d'une division, de National 3 en Régional 1, par la commission régionale de contrôle des comptes en fin de saison 2017-2018.
De retour au premier échelon régional, le budget drouais est réduit de 100 000 € et tourne aux alentours des 350 000 €.
| Saison   | 2015-2016          | 2016-2017          | 2017-2018          | 2018-2019  | 2019-2020  |
| -------- | ------------------ | ------------------ | ------------------ | ---------- | ---------- |
| Budget   |                    | 600 000 €          | 450 000 €          | 350 000 €  | 322 000 €  |
| Division | CFA 2 / National 3 | CFA 2 / National 3 | CFA 2 / National 3 | Régional 1 | National 3 |

### Stade Jean-Bruck

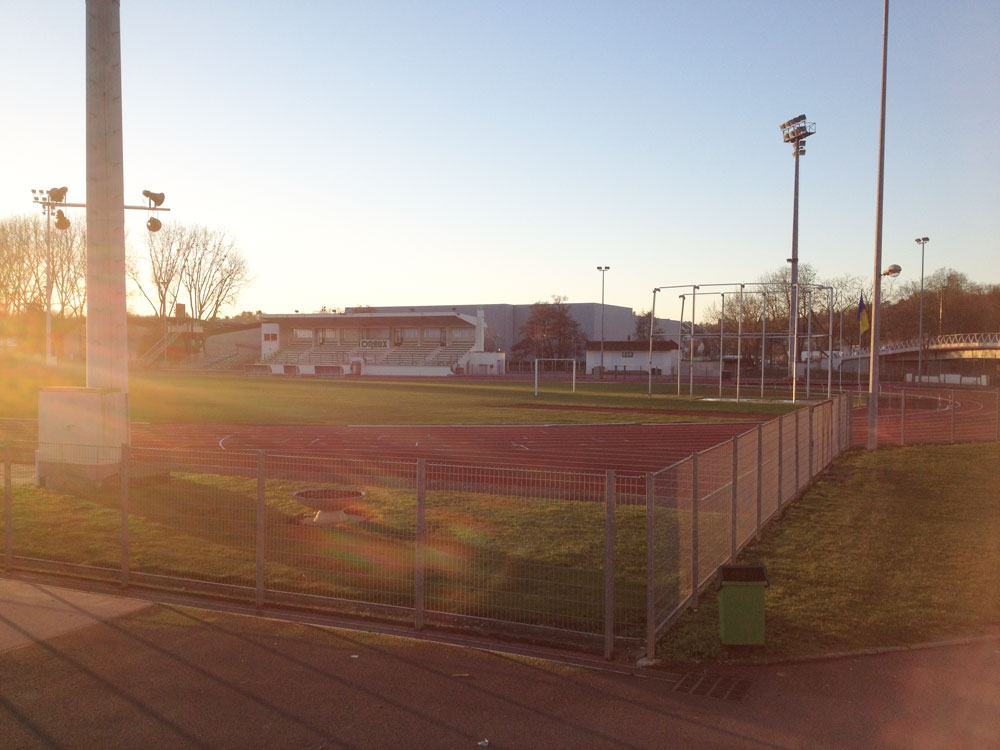
Photo de la tribune ainsi que de la piste d'athlétisme du stade Jean-Buck

Le Stade Jean-Bruck est situé au centre-ville de Dreux. Anciennement baptisé Stade du Vieux-Pré, en référence au nom du quartier, il est renommé en l'honneur de l'ancien adjoint municipal chargé des sports de 1983 à 2008 et constructeur du stade, Jean Bruck,.
Sa capacité est de 2 650 spectateurs dont 740 en tribune. Il mesure 105 mètres sur 68, est doté de 6 vestiaires et est classé niveau 4 par la FFF.
Le record d'affluence est établi le 5 janvier 2013 lors du 1/32ème de finale de la Coupe de France (défaite 1-5 des Drouais face à l'AS Nancy-Lorraine, club de Ligue 1) avec 2 650 spectateurs présents. Le stade fait l'objet d'une inspection par une commission de la FFF avant le match.

## Personnalités du club

### Dirigeants
| Période     | Nom                  |
| ----------- | -------------------- |
| 1991-1993   | Jean-Marie Braouezec |
| 1993-1999   | Jacques Autef        |
| 1999-2001   | Henri Louail         |
| 2001-2010   | Joël Viseux          |
| 2010-2018   | Gérard Procureur     |
| depuis 2018 | Aziz Talata          |

Le Football Club drouais est créé en 1991 sous la présidence de Jean-Marie Braouézec, après le dépôt de bilan du Dreux FC.
En 1997, la présidence passe à Jacques Autef, ancien éducateur ayant notamment repéré Patrick Vieira. Champion départemental en 1993-1994 avec son entraîneur Didier Pillette , le FC Drouais retrouve rapidement de la vigueur. Autef fait entrer de nouveaux membres. En 1998, le FCD font venir Patrick Ménager comme entraineur. L'année suivante, Henri Louail devient président, avec qui ils évoluent en tant que joueur au sein du club quelques saisons auparavant. Dès la première saison le club est promu en DHR en 1999, puis retrouve la Division d'Honneur (plus haut niveau régional) l’année suivante.
En 2001, Henri Louail laisse son fauteuil à Joël Viseux. Cadre bancaire à Arras, Viseux prend le chemin de Dreux pour reprendre un cabinet d’assurance. Sollicité comme sponsor, il met un pied dans le club de foot, puis les deux en 2001. Dès son arrivée à la tête du club, il recrute un nouvel entraîneur : le Breton Patrice Colas. Le FCD doit beaucoup à Viseux qui permet au club d’être le premier d’Eure-et-Loir dans sa catégorie (CFA 2). Au-delà des victoires, il doit maintenir le cap pendant de fortes turbulences financières. Des problèmes de santé le contraignent à céder son fauteuil en 2010. À son décès, les dirigeants évoquent « un homme très intelligent, cultivé, humble et humainement exceptionnel. D’autres auraient lâché, lui, il a toujours tenu la barre, sachant faire évoluer le club ».
En janvier 2010, dix-huit mois après sa démission du FC Chartres, Gérard Procureur redevient acteur du ballon rond en Eure-et-Loir en succédant à Joël Viseux à la tête du FC drouais, alors en Division d'Honneur. Arrivé dans le 28 en 1987, il reprend en 1990 la direction du groupe Ford à Chartres et dirige le FCC de 1992 à 2008. Sponsor principal et essentiel de son club pendant des années, il vend la concession Ford à son fils Arnaud en 2012 et quitte la présidence du groupe en 2014. Sous sa présidence, le club connaît des bas (descente en DH en 2010) mais aussi des hauts avec une épopée en Coupe de France 2012-2013 ponctuée par un 32e de finale (record du club), à domicile, face à l'AS Nancy-Lorraine et la remontée en CFA 2 en 2015. Au début de 2018, en grande difficulté financière à la suite de la perte du sponsor principal et de la baisse de la subvention municipale, Gérard Procureur démissionne. Il est remplacé temporairement par Stéphane Le Barbey, jusqu'à la prochaine assemblée générale. Joueur en équipe jeunes au FCD, Le Barbey intègre le comité directeur sous la présidence de Jacques Autef en 1998, en même temps que l'entraîneur Patrick Ménager. Il est à l'origine de la venue de Procureur en 2010.
Fin mai 2018, Aziz Talata devient le nouveau président d'un club en manque d'argent, son premier défit. Ancien joueur de plusieurs clubs de Dreux, Talata (51 ans) arrive en 2000 au FC drouais comme dirigeant bénévole.

### Entraineurs
| Période   | Nom             |
| --------- | --------------- |
| 1991-1998 | Didier Pillette |
| 1998-2001 | Patrick Ménager |
| 2001-2018 | Patrice Colas   |
| 2018-2023 | Gwenaël Maurice |

Très peu d'entraîneurs de l'ancien Dreux FC sont connus outre François Villa entre 1979 et 1983 ainsi que l'ex-gardien professionnel Patrick Bernhard entre 1984 et 1986.
À la création du FC drouais, Didier Pillette prend en charge l’école de foot ainsi que l'équipe première tout en étant le gardien de but. Lui et ses joueurs sont champions départementaux en 1993-1994 et donc passe en niveau régional. L'équipe accède pour la première fois au 6e tour de la Coupe de France.
À l'été 1998, Patrick Ménager prend l'équipe en main qu'il fait monter deux fois lors de ses deux premières saisons (en DHR en 1999 puis en DH en 2000).
À son arrivée à la présidence, Joël Viseux recrute Patrice Colas comme entraîneur. Cet ancien milieu de terrain professionnel, ayant joué en D2 avec Dijon, termine sa carrière à Dreux par la même occasion. Il fait monter le club pour la première fois en CFA 2 de son histoire au terme de la seconde saison et l'y maintient pendant sept saisons. Redescendu en DH Centre, l'équipe joue toujours le haut de tableau sans terminer premier et remonter au niveau national. En 2015, Colas et le FCD sont à nouveau champions régionaux et accèdent à la CFA 2 renommé National 3 en 2017. Au terme de la saison 2017-2018, après dix-sept ans au FC drouais, deux montées en une relégation, l’entraîneur général Patrice Colas quitte le club en fin de contrat, ne souhaitant pas continuer avec la nouvelle direction du club.
En 2006, l'ancien professionnel de Valencienne et Metz, André Coustillet, rejoint le FC drouais comme responsable de la préformation des jeunes. Il y reste jusqu'en 2015.
Administrativement relégué en Régional 1 et à la suite du départ de Colas en 2018, le FC drouais place Gwenaël Maurice à la tête de l'équipe fanion. Formé à Joué-lès-Tours et au Paris SG, Maurice arrive comme joueur à Dreux en 2005, alors en CFA 2, et connaît la relégation en Division d'honneur. Membre de l'équipe première lors de la remontée en cinquième division en 2015, il devient entraîneur-joueur de l'équipe réserve. Trois ans plus tard, il est nommé entraîneur de l'équipe A, qu'il combine avec son métier de responsable d'un magasin d'optique.

### Joueurs emblématiques
Le gardien de but Marcel Dantheny, après avoir joué au Stade de Reims, à Valenciennes, Bordeaux et Troyes, contribue à faire monter le Red Star parmi l'élite en 1965. Il termine sa longue carrière à Dreux entre  1968-1972.

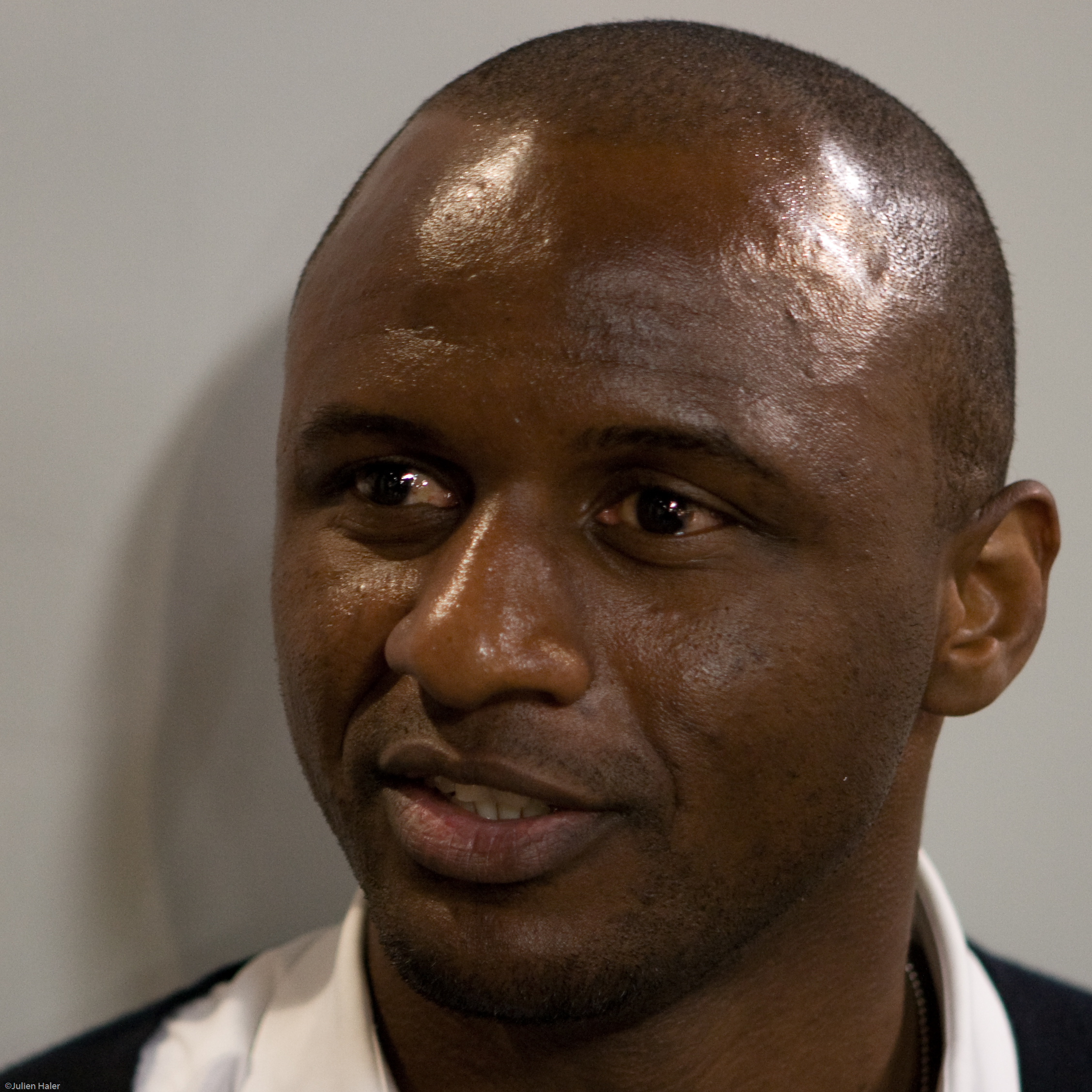
Patrick Vieira passe par les équipes jeunes du FCD.

À 10 ans, Patrick Vieira emménage à la cité des Druides de Dreux, où on le remarque assez vite. « C'est un responsable technique de l'école primaire qui m'a parlé d'un grand qui avait l'air de ne pas mal se débrouiller, explique Jacques Autef, ancien éducateur du FC drouais. Avec d'autres gamins, je les ai tous emmenés en voiture au stade. On sentait tout de suite que Patrick était doué, même s'il n'était pas le plus technique. Il a fallu lui inculquer quelques rudiments tactiques, lui apprendre à jouer en équipe. On positionnait Patrick en numéro dix, il était le plus grand, mais gardait sa tête de poupon ». Vieira joue à Dreux de 1986 à 1991. En 2003, Vieira devient président d'honneur du club, et promet de s'y investir. Mais son seul coup de main, involontaire, intervient en 2005 : son transfert d'Arsenal vers la Juventus de Turin rapporte 200 000 € au FC drouais au titre des indemnités de formation.
Kalifa Cissé nait à Dreux et grandit dans le quartier des Bâtes. En 1990, à six ans, il intègre le club drouais. Il part ensuite au Toulouse FC, puis en première division portugaise et second échelon anglais, devenant international malien en 2008.
Grégory Le Briz arrive au FCD pour la saison 2003-2004 passée en CFA 2. Il reste fidèle au club, à l’exception d’une parenthèse à l'US Joué-lès-Tours en 2006-2007. Le Briz connaît notamment la relégation en 2010 mais aussi le 32e de finale de Coupe de France contre l'AS Nancy-Lorraine en janvier 2013 et le 7e tour face au SM Caen (L2) en novembre de la même année. La relégation administrative de 2018 le convainc de jouer une saison supplémentaire malgré une série de blessures aux épaules. « Avec la relégation et les départs, c’est l’effectif de la Régional 2 qui s’est retrouvé en R1. Il fallait des cadres pour accompagner les jeunes ». Il devient aussi trésorier de la nouvelle équipe dirigeante. À 35 ans, le défenseur prend sa retraite des terrains au terme de l'exercice 2018-2019 et la remontée en National 3. Après dix-sept saisons dans l’équipe fanion, Grégory Le Briz en devient entraîneur adjoint auprès de Gwenaël Maurice.

## Autres équipes

### Section féminines
Durant l'été 2010, le FC Drouais s'associe avec l'AS Anet dans un projet ambitieux de fonder une structure féminine solide au Nord de l'Eure-et-Loir pour contrecarrer la supériorité du FC Chartres. L'équipe part en Division d'Honneur Régionale (DHR).
Lors de la Coupe de France de football féminin 2011-2012, les filles du FC Drouais se hisse jusqu'en 32e de finale. Le 29 janvier 2012 au stade du vieux Pré, l'équipe du FCD rencontrent celles du Le Mans FC. Les Drouaises sont alors 6e de DH Centre, et les Mancelles 3e de Division 2. À la pause, le score est déjà de 9-0 pour les rouges pour seule intrusion des Bleues dans le camp adverse de toute la première mi-temps. Les locales ont la première occasion du second acte et il s'ensuit un cavalier seul des joueuses du Mans qui marquent 11 autres buts et portent le score à 20 à 0.
En 2017, forcé par le nouveau règlement de la FFF, le FCD doit refonder sa section féminine. Tombée en sommeil quelques années auparavant, elle est réactivée en redémarrant avec les plus jeunes (U11F).
| Compétitions nationales                                                    | Compétitions régionales |
| -------------------------------------------------------------------------- | ----------------------- |
| - Coupe de France féminine - meilleure performance : 32e de finale en 2012 |                         |

### Section jeunes
En 2006, l'ancien professionnel de Valencienne et Metz, André Coustillet, rejoint le FC drouais comme responsable de la préformation des jeunes. Il y reste jusqu'en 2015.
En janvier 2008, l'équipe de moins de 18 ans affronte les jeunes du centre de formation de l'AS Saint-Étienne en 64e de finale de la Coupe Gambardella. 850 personnes sont présentes dans les tribunes du stade du Vieux-Près. Josuha Guilavogui ouvre la marque pour les Stéphanois, qui doublent la mise en seconde période. Les Bleus réduisent l'écart avant qu'Emmanuel Rivière redonne 2 buts d'avantage aux Verts (élimination 3-1 du FCD).
| U19                                                                 | U17                                 | U15                                                                    |
| ------------------------------------------------------------------- | ----------------------------------- | ---------------------------------------------------------------------- |
| - Coupe Gambardella - meilleure performance : 64e de finale en 2008 | - DHR Centre (1) - Champion en 2011 | - DHR Centre (1) - Champion en 2004 - PH Centre (1) - Champion en 2002 |